# ميتش كارمايكل
ميتش كارمايكل هو سياسي أمريكي، ولد في 15 أبريل 1960 في تشارلستون في الولايات المتحدة. نشط حزبياً في الحزب الجمهوري. وقد انتخب عضو مجلس ولاية فيرجينيا الغربية ‏.